# هيرمون (أنغلزي)
هيرمون (بالإنجليزية: Hermon, Anglesey)‏ هي قرية تقع في المملكة المتحدة في ويلز.